# Єгізкум
Єгізку́м (каз. Егізқұм) — село у складі Шардаринського району Туркестанської області Казахстану. Входить до складу Акшенгельдинського сільського округу.
Населення — 1875 осіб (2021; 1614 у 2009, 1393 у 1999, 1161 у 1989).